# Półwysep Edwarda VII
Półwysep Edwarda VII (ang. Edward VII Peninsula) – duży półwysep Antarktydy Zachodniej, stanowiący północno-zachodni skraj Ziemi Marii Byrd, pokryty przez lodowiec.
Półwysep ten wychodzi w Morze Rossa pomiędzy Zatoką Sulzbergera a północno-wschodnim skrajem Lodowca Szelfowego Rossa. Został odkryty 30 stycznia 1902 podczas Ekspedycji Discovery pod dowództwem Roberta Falcona Scotta i nazwany „Ziemią Edwarda VII” na cześć brytyjskiego króla Edwarda VII. Dopiero wyprawa Byrda (1933-35) dowiodła, że jest to półwysep.
Fragment wybrzeża Ziemi Marii Byrd na wschód od Półwyspu Edwarda VII nosi nazwę Saunders Coast, a na zachód od niego znajduje się Lodowiec Szelfowy Rossa i Shirase Coast.